# Schizura pegasis
Schizura pegasis är en fjärilsart som beskrevs av William Schaus 1892. Schizura pegasis ingår i släktet Schizura och familjen tandspinnare. Inga underarter finns listade.